# 陶然亭駅
陶然亭駅（とうぜんてい-えき）は北京市西城区に位置する北京地下鉄4号線の駅である。2009年9月28日に開業した。

## 駅構造

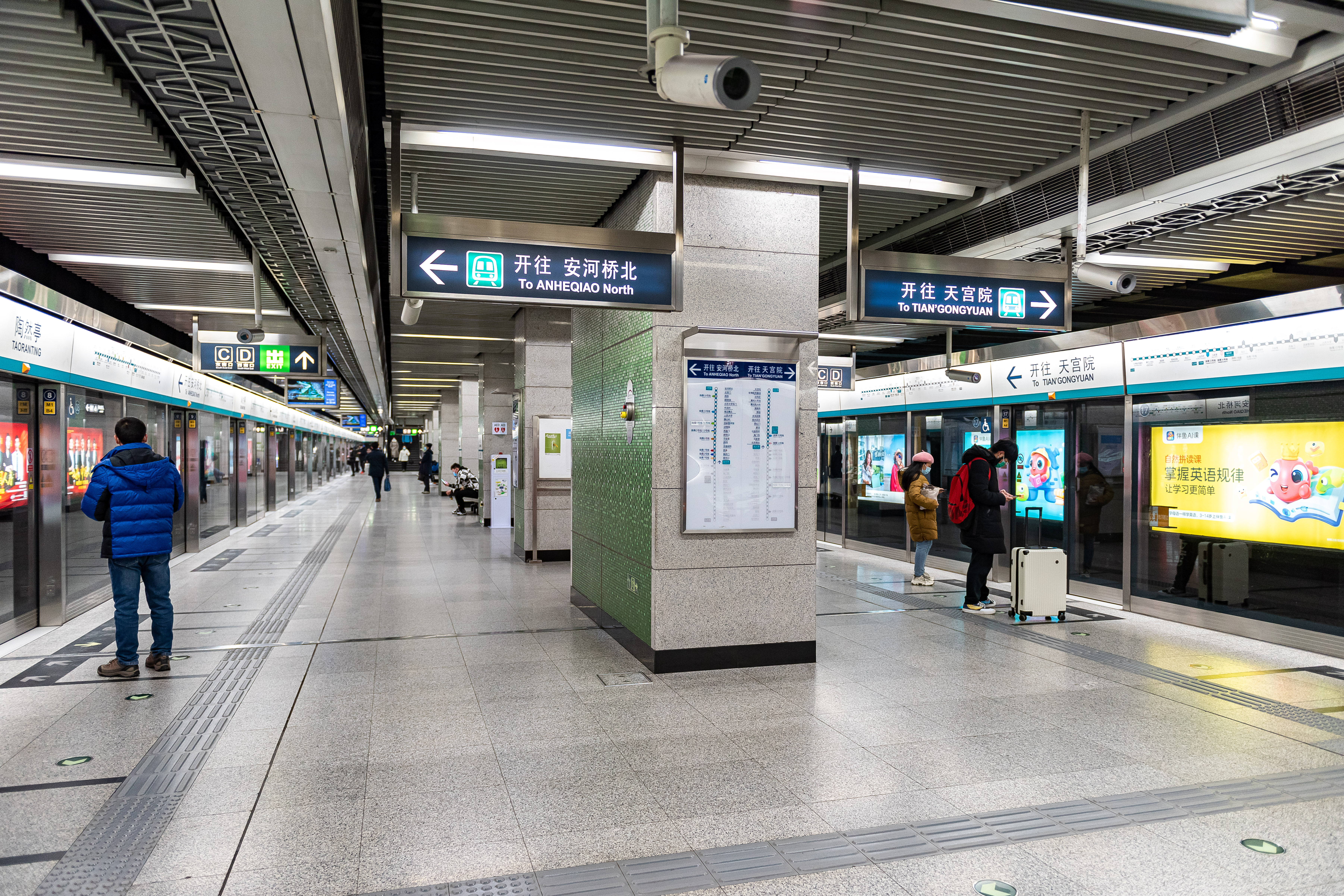
ホーム

島式ホーム1面2線の地下駅。出口は4箇所ある。

## 歴史
- 2009年9月28日 - 4号線が開業。

## 隣の駅
北京地下鉄
■4号線
北京南駅 - 陶然亭駅 - 菜市口駅
座標: 北緯39度52分39秒 東経116度22分06秒 / 北緯39.87746度 東経116.36822度